# Sakalalina
Sakalalina is een plaats en gemeente in Madagaskar in het district Ihosy, gelegen in de regio Ihorombe. Een volkstelling in 2001 telde het inwonersaantal op 6858 inwoners, waarvan de meeste tot de Bara behoren.
De plaats biedt enkel lager onderwijs en beperkt middelbaar onderwijs aan en een ziekenhuis. 99% van de bevolking werkt als landbouwer en 1% heeft een baan in de dienstensector. Het belangrijkste landbouwproduct is rijst, andere belangrijke producten zijn bananen en cassave.